# 楊月樓奇案
杨月楼奇案又叫杨月楼与韦阿宝案，是1873年（清朝同治十二年）发生在上海的一件案件。
杨月楼是清末当红京剧武生，1872年到上海献艺，与看戏的廣東富商千金韦阿宝恋爱，两人關係亲密已经到了谈婚论嫁的程度。但大清律例明言规定地位卑贱的人跟地位高的人不可以通婚  ，楊月楼唱戏卖艺，属于賤籍身份，不允许与韦阿宝結婚，但是互相深爱的两人无视律例的规定，私下依照正常程序结婚，甚至依照上海「搶婚」的風俗，以期避開韦阿宝家人的干擾。
但韦阿宝的家人則告官，上海县令叶廷眷處理此案，剛巧葉縣令是廣東人，於是未審已先對杨月楼用刑，結果葉縣令重判此案，韦阿宝被判掌嘴二百，判给普善堂另择婚配，杨月楼判流刑，而帮助二人完婚的乳母王氏京则被判在县衙前枷号示众十日。韦阿宝之母王氏也因羞愤病故。最後由於慈禧太后四十大壽大赦天下，杨月楼得以赦免，回北京再從事演藝事業，唯韦阿宝自被父親逐出家門後下落不明，有說韦阿宝被普善堂婚配給一七十老人。而杨月楼在北京復出以後，易艺名为杨猴子。
由于杨月楼是当红名伶，而且杨月楼依照受母命，倩媒妁，具婚书，得聘礼等正常手續「明媒正娶」韦阿宝，甚至連搶婚也搬出來了，反倒是因為良賤之分而被迫分離。而且與楊乃武与小白菜案一樣，被上海的申報刊載，所以这个案子在民间引起了激烈的争论，有人认为这条律例过时保守，也有人觉得地位悬殊者通婚不成体统。
由于这件案子涉及到整个社会的争论，引起对传统观念的批判，所以后人將这件案子列入了清末四大奇案。